# 경기도건설본부
경기도건설본부는 경기도가 발주하는 각종 공사의 시공을 위하여 경기도청 산하에 설치된 사업소이다.
건설본부장은 지방부이사관으로 보한다.

## 연혁
- 1968년 8월: 경기도포장사업소 설치
- 1972년 11월 10일: 경기도건설사업소로 변경
- 1982년 3월 1일: 경기도도로관리사업소로 변경
- 1998년 9월 14일: 경기도건설안전관리본부로 변경
- 1999년 9월 20일: 경기도건설본부로 변경

## 조직
본부장
- 관리과
- 도로건설과
- 북부도로과
- 건축시설과
- 경기융합타운추진단